# Lars Ratz
Lars Ranzerberger, más conocido como Lars Ratz (Schleswig, 21 de febrero de 1968 - Villafranca de Bonany, Baleares, 18 de abril de 2021),  fue un bajista y productor musical alemán, reconocido principalmente por haber sido uno de los miembros fundadores de la banda Metalium.

## Biografía

### Primeros años
Ratz nació en Schleswig en 1968. A los ocho años empezó a tomar clases de piano y poco tiempo después desarrolló un gusto por agrupaciones de pop, como ABBA y Bee Gees. Sin embargo, se convirtió en fanático del hard rock luego de presenciar una proyección del filme Kiss Meets the Phantom of the Park en la ciudad donde vivía. Influenciado por Steve Harris, Ratz decidió convertirse en bajista y mudarse a otras ciudades, como Stuttgart, Hannover y Colonia, tratando de vincularse a una agrupación de heavy metal.

### Velvet Viper, Metalium y Fyre!
Jutta Wienhold de la banda Zed Yago lo invitió a unirse a su banda, que para entonces se encontraba grabando su tercer disco. Debido a problemas legales, la agrupación cambió su nombre a Velvet Viper. Después de publicar un segundo álbum, la banda se separó y Ratz formó Monster-Productions Management, una empresa de producción musical. Acto seguido, se puso en contacto con el guitarrista Chris Caffery (de Savatage) y con el baterista Mike Terrana para formar Metalium, cuyo disco debut de 1999 cosechó críticas muy positivas.
Tras algunos cambios en la formación, la banda publicó su segundo disco en el año 2000. Ratz permaneció en la agrupación hasta su disolución a comienzos de la década de 2010 y se vinculó con el grupo Fyre!, comandado por la cantante argentina Alejandra Burgos.

### Fallecimiento
Falleció en un accidente de ultraligero en Villafranca de Bonany, en España, el 18 de abril de 2021 a los cincuenta y tres años. Según el Diario de Mallorca, el siniestro ocurrió frente al restaurante El Cruce y la Guardia Civil se encuentra investigando las causas del accidente.